# Катаріна Розумовська
Катаріна Розумовська (нім. Katharina Razumovsky, нар. 6 жовтня 1961, Франкфурт-на-Майні) — австрійська художниця.
Донька графа українського походження Андреаса Розумовського та його дружини Доротеї.

## Біографія
Дитиною Розумовська зростала, мешкаючи в Празі, Белграді та Парижі. У 1982/83 роках була на Індійському субконтиненті, а потім кілька місяців подорожувала Африкою та Азією. Після вивчення філософії в Мюнхенському університеті Людвіга-Максиміліана захистила докторську дисертацію в 1991 році під керівництвом Дітера Генріха на тему філософії мистецтва.
З 1992 по 1999 рік жила в Москві, потім працювала мультимедійною художницею у Відні до 2014 року. З 2014 по 2018 рік мешкала у Парижі, потім до 2023 року на острові Реюньйон, заморському департаменті Франції в Індійському океані. З 2023 року знов стала жити і працювати в Парижі.
У своїх інсценізаціях у публічному просторі Розумовська шукає взаємодії з перехожими та сторонніми, що має нагадувати спосіб функціонування сімейних констеляцій. Такі теми, як інакшість та маргіналізація, займають центральне місце. «Учасники перфомансу на деякий час вириваються зі свого повсякденного життя і опиняються наодинці з собою та своїм місцем у світі».

## Особисте життя
Донька графині Доротеї Розумовської (нім. Dorothea Gräfin Razumovsky), німецької журналістки, публіцистки, і графа Андреаса Розумовського, журналіста (1929—2002). Сестра Грегора Розумовського (нім. Gregor Razumovsky von Wigstein), австрійського історика, політичного, громадського та культурного діяча українського походження.

## Публікації
- Katharina Razumovsky-Fasbender: Die ästhetische Rettung der Seinsgewissheit: Untersuchungen zum Geltungsanspruch der «Mimesis» im Ausgang von Friedrich Hölderlins theoretischen Schriften der neunziger Jahre (= Epistemata: Würzburger wissenschaftliche Schriften, Reihe: Philosophie, Band 112).
- Königshausen und Neumann, Würzburg 1992, ISBN 3-88479-672-0 (Dissertation Universität München 1990, 186 Seiten).
- mit Judith Baum (Illustrationen): Final casting, anlässlich der Ausstellung «Final Casting», Künstlerhaus Wien, herausgegeben von Peter Bogner, Texte von Elisabeth Krimbacher und Thomas Mießgang. Gesellschaft Bildender Künstlerinnen und Künstler Österreichs, Künstlerhaus, Wien 2008, ISBN 978-3-900354-13-8.
- ALETHEIA, Katalog mit Werken von Katharina Razumovsky, Paris 2018, 128 Seiten